# Eleonore von Preußen
Eleonore von Preußen (* 21. August 1583 in Königsberg; † 9. April 1607 in Cölln) war eine Prinzessin des Herzogtums Preußen und durch Heirat Kurfürstin von Brandenburg.

## Leben
Eleonore war die vierte Tochter des Herzogs Albrecht Friedrich von Preußen (1553–1618) aus dessen Ehe mit Marie Eleonore (1550–1608), Tochter des Herzogs Wilhelm des Reichen von Jülich-Kleve-Berg. Die Prinzessin wuchs mit ihren Schwestern im Königsberger Schloss auf.
Am 2. November 1603 wurde sie in Berlin die zweite Gemahlin des Kurfürsten Joachim Friedrich von Brandenburg (1546–1608). Die Ehe wurde aus politischen Gründen geschlossen. Ihre ältere Schwester Anna war bereits seit 1594 mit Joachim Friedrichs ältestem Sohn Johann Sigismund verheiratet.
Einerseits hoffte Joachim Friedrich, dadurch seinen Einfluss im Herzogtum Preußen zu verstärken, wo er als Regent für Eleonores geisteskranken Vater fungierte; andererseits hoffte er auf Eleonores mütterliches Erbe. Als Eleonores Hofmeister wurde Johann von Löben bestellt.
Die Kurfürstin starb 24-jährig kurz nach der Geburt ihres einzigen Kindes im Wochenbett. Eleonores Leichnam wurde am 26. April 1607 in der Hohenzollerngruft im Berliner Dom beigesetzt.

## Nachkommen
Aus ihrer Ehe hatte Eleonore eine Tochter:
- Marie Eleonore (1607–1675)

⚭ 1631 Pfalzgraf Ludwig Philipp von Simmern (1602–1655)